# Bogomil
Bogomil (fl. X secolo) è stato un monaco cristiano bulgaro, vissuto nel X secolo. Bogomil (Богомил) è un nome teoforico composto da Bogu ("Dio", cfr. proto-slavo *bogъ) e mil ("caro, dolce", cfr. proto-slavo *milъ).

## Biografia
Fu il promotore della rivolta dei Bogomili, un movimento ereticale medievale che nacque attorno al terzo decennio del X secolo in Bulgaria e che raggiunse l'apice di diffusione e consenso nei secoli X-XI. Questo movimento fu causato dal malcontento generale per l'orientamento morale che aveva imboccato l'istituzione ecclesiastica, che in quegli anni era ritenuta colpevole di atti di simonia, nicolaismo, concubinato e condotta indecente. Bogomil creò dunque una propria dottrina, che successivamente diventò la dottrina dei Bogomili, che si basava su alcune credenze alternative alla tradizionale concezione divina e alla canonica interpretazione delle Sacre Scritture.
Fu dichiarato eresiarca sia dalla Chiesa cattolica che da quella ortodossa.
Secondo Cosma Presbitero, Bogomil iniziò a predicare le sue idee nel paese durante il regno di Pietro I di Bulgaria (927-969), il che indica che Cosma deve aver scritto a partire dal 969. Come per Cosma, la vita di Bogomil è avvolta nel mistero e quel poco che sappiamo sulle sue vicende deriva dalle prediche e dai sermoni scritti contro di lui. C'è qualche incertezza sul collegamento tra Bogomil e Geremia (un religioso e scrittore bulgaro coevo), a volte indicato come ispiratore dell'eresia, a volte come oppositore: potrebbero essere addirittura la stessa persona. 
L'affermazione secondo cui Geremia era "un figlio (discepolo) di Bogomil" può essere un'interpolazione posteriore, ma il nome Bogomil è menzionato nel Libro di Boril, in buona parte dedicato alla lotta contro il bogomilismo.